# Eddie Chamblee
Eddie Chamblee (Atlanta, 1920. február 24. – New York, 1999. május 1.), amerikai tenor- és altszaxofonos.

## Pályafutása
Atlantában született, Chicagoban nőtt fel. 12 éves korától tanult szaxofonozni. A Chicagói Állami Egyetemen jogot tanult, közben klubokban este és hétvégeken szaxofonozott.
1941 és 1946 között az amerikai hadsereg zenekarában játszott, majd a Miracle Recordshoz szerződött. 1948-ban játszott Sonny Thompson lemezén, aztán a Sonny Thompson kvintettben is. Lemezei 1949-ben felkerültek a R&B listára.
1947-től saját zenekarát vezette chicagói klubokban. 1955-től két évig dolgozott Lionel Hampton zenekarában, akikkel Európában turnézott, majd visszatért saját zenekara vezetéséhez Chicagóba.
Számos sikeres felvételen Dolgozott Dinah Washington kísérőjeként az 1950-es és az 1960-as évek fordulóján.
A hetvenes években újra Lioval Hamptonnal turnézott. 1982-től a Harlem Blues and Jazz Banddel, továbbá a Count Basie Orchestraval lépett fel, és New York-i klubokban is játszott.
New Yorkban halt meg 79 éves korában.

## Albumok
- 1957: Chamblee Music
- 1958: Doodlin'
- 1964: The Rocking Tenor Sax of Eddie Chamblee
- 2002: Blowing in Paris
- ? Lonesome Road
- ? Lima Beans
- ? Jazz Giants: Eddie Chamblee